# AASDHPPT
AASDHPPT (англ. Aminoadipate-semialdehyde dehydrogenase-phosphopantetheinyl transferase) – білок, який кодується однойменним геном, розташованим у людей на короткому плечі 11-ї хромосоми. Довжина поліпептидного ланцюга білка становить 309 амінокислот, а молекулярна маса — 35 776.
| 10         |  | 20         |  | 30         |  | 40         |  | 50         |
| ---------- |  | ---------- |  | ---------- |  | ---------- |  | ---------- |
| MVFPAKRFCL |  | VPSMEGVRWA |  | FSCGTWLPSR |  | AEWLLAVRSI |  | QPEEKERIGQ |
| FVFARDAKAA |  | MAGRLMIRKL |  | VAEKLNIPWN |  | HIRLQRTAKG |  | KPVLAKDSSN |
| PYPNFNFNIS |  | HQGDYAVLAA |  | EPELQVGIDI |  | MKTSFPGRGS |  | IPEFFHIMKR |
| KFTNKEWETI |  | RSFKDEWTQL |  | DMFYRNWALK |  | ESFIKAIGVG |  | LGFELQRLEF |
| DLSPLNLDIG |  | QVYKETRLFL |  | DGEEEKEWAF |  | EESKIDEHHF |  | VAVALRKPDG |
| SRHQDVPSQD |  | DSKPTQRQFT |  | ILNFNDLMSS |  | AVPMTPEDPS |  | FWDCFCFTEE |
| IPIRNGTKS  |  |            |  |            |  |            |  |            |

A: Аланін

C: Цистеїн

D: Аспарагінова кислота

E: Глутамінова кислота

F: Фенілаланін

G: Гліцин

H: Гістидин

I: Ізолейцин

K: Лізин

L: Лейцин

M: Метіонін

N: Аспарагін

P: Пролін

Q: Глутамін

R: Аргінін

S: Серин

T: Треонін

V: Валін

W: Триптофан

Кодований геном білок за функціями належить до трансфераз, фосфопротеїнів. 
Задіяний у такому біологічному процесі, як альтернативний сплайсинг. 
Білок має сайт для зв'язування з іонами металів, іоном магнію. 
Локалізований у цитоплазмі.